# Ichneumon scutellorius
Ichneumon scutellorius là một loài tò vò trong họ Ichneumonidae.